# South Gate Ridge
South Gate Ridge est une census-designated place du comté de Sarasota, dans l'État de Floride, aux États-Unis,. En 2020, elle compte une population de 6 024 habitants.